# Victor Willem
Victor Antoine joseph Willem, né à Dison le 26 mars 1866 et mort à Gand le 10 avril 1952, est un zoologiste belge, Professeur à l'Université de Gand, et un entomologiste, spécialiste des collemboles, et d'autres hexapodes primitifs.

## Publications

### 1901
- V. Willem, 1901 : Les Collemboles recueillis par l'Expédition Antarctique Belge. Annals of the society for Entomology of Belgium.

### 1902
- V. Willem, 1902 : Note préliminaire sur les Collemboles des Grottes de Han et de Rochefort. Annales de la Société entomologique de Belgique, vol. 46, 1902, p. 275-283.